# Bunkyō
Bunkyō (文京区 (Văn Kinh khu) Bunkyō-ku) là một trong 23 khu đặc biệt của Tōkyō.
Đây là một khu vực cư trú và giáo dục ở trung tâm của vùng phía Đông Tōkyō. Những trường đại học có cơ sở ở đây gồm: Ochanomizu, Tsukuba, Tōkyō, Y khoa và Nha khoa Tōkyō, và một số trường đại học tư thục. Ở Bunkyō cũng có những bệnh viện lớn. Các điểm hấp dẫn khách tham quan ở Bunkyō là Tōkyō Dome, Kōdōkan – trung tâm nghiên cứu và huấn luyện jūdo nổi tiếng do đích thân Kanō Jigorō lập ra.
Nền kinh tế của Bunkyō dựa vào khu vực dịch vụ, với các ngành in ấn, xuất bản, dịch vụ y tế, và gần đây là dịch vụ công nghệ thông tin.
Các tuyến tàu điện ngầm Mita, Ōedo, Chiyoda, Marunouchi, Yūrakuchō, Nanboku chạy qua đây với 19 ga đón trả khách gồm: Sengoku, Hakusan, Kasuga, Suidōbashi, Iidabashi, Kasuga, Hongō Sanchōme, Sendagi, Nezu, Yushima, Shin-Ōtsuka, Myōgadani, Kōrakuen, Ochanomizu, Gokokuji, Edogawabashi, Kōrakuen, Tōdaimae, và Honkomagome.